# خالد بن معدان
خالد بن معدان تابعي وأحد رواة الحديث النبوي، اسمه أبو عبد الله خالد بن معدان بن أبي كرب الكلاعي، الحمصي الإمام شيخ أهل الشام، يعد من أئمة الفقه، أدرك سبعين من أصحاب النبي صلى الله عليه وسلم، توفي سنة 103 هـ.

## رواية الحديث
روى الحديث عن خلق كثير من الصحابة وأكثر ذلك مرسل فروى عن ثوبان وأبو أمامة الباهلي ومعاوية بن أبي سفيان وأبي هريرة والمقدام بن معدي كرب وعبد الله بن عمر وعتبة بن عبد وعبد الله بن عمرو وعبد الله بن بسر المازني وذي مخبر ابن أخي النجاشي وجبير بن نفير وحجر بن حجر وربيعة بن الغاز وخيار بن سلمة وعبد الله بن أبي هلال وعمرو بن الأسود وكثير بن مرة ومالك بن يخامر وأبي بحرية وأبي رهم السماعي، وأرسل الحديث عن معاذ بن جبل وأبو الدرداء الأنصاري وعائشة بنت أبي بكر وعبادة بن الصامت وأبو عبيدة بن الجراح.
روى عنه محمد بن إبراهيم التيمي وحسان بن عطية وعامر بن جشيب وفضيل بن فضالة وثور بن يزيد والأحوص بن حكيم وبحير بن سعد وصفوان بن عمرو ومحمد بن عبد الله الشعيثي ويزيد بن عبد الرحمن بن أبي مالك وإبراهيم بن أبي عبلة وعبدة بنت خالد ابنته.